# Pseudobrephos baynei
Pseudobrephos baynei là một loài bướm đêm trong họ Geometridae.